# Viklau kyrka
Viklau kyrka är en kyrkobyggnad i Viklau socken på Gotland. Fram till 1 januari 2006 tillhörde kyrkan Viklau församling som därefter uppgick i Vänge församling. Viklau är kanske mest förknippat med den så kallade Viklaumadonnan, en träskulptur från 1100-talet, som numera förvaras på Historiska museet i Stockholm.

## Kyrkobyggnaden
Medeltidskyrkan är byggd av sten i romansk stil och består av ett rektangulärt långhus med ett smalare, rakt avslutat kor i öster och ett kyrktorn i väster. Sakristian är inhyst i ett utrymme öster om koret i samma byggnadsdel som koret. Långhuset och det lägre koret har tegeltäckta sadeltak. Tornet har kolonettförsedda ljudgluggar och kröns av en kort tornspira. Exteriören är osmyckad med enkla rundbågiga portaler i långhusets och korets södra sidor samt i tornets västra sida. Kyrkorummet är enkelt och osmyckat och saknar kalkmålningar. Långhuset täcks av ett plant trätak medan koret täcks av ett tunnvalv. Mellan kor och långhus finns en vid spetsbågig muröppning.

### Tillkomst och ombyggnader
Kyrkans äldsta del är koret. Långhuset uppfördes något senare och färdigställdes troligen vid slutet av 1100-talet. Medeltidskyrkan fullbordades vid mitten av 1200-talet då kyrktornet i väster tillkom. Sakristian tillkom så sent som 1852 - 1853 då kyrkan förlängdes åt öster och en ursprunglig korabsid revs. I det nya utrymmet öster om koret inhystes sakristian. Fönsteröppningarna fick sin nuvarande storlek vid mitten av 1800-talet, då även långhusets norra fönster togs upp. Kyrkan genomgick restaureringar 1930 och 1937, efter förslag av arkitekt Sven Brandel, samt 1984.

## Inventarier
- I långhusets nordöstra hörn finns en kopia av Viklaumadonnan.
- Ett triumfkrucifix är från 1100-talet.
- En reliefprydd dopfunt av sandsten från 1100-talet är troligen gjord av en medhjälpare till Hegvald. I kyrkan finns även en dopfunt av sandsten från 1737.
- Nuvarande predikstol och bänkinredning tillkom på 1700-talet.

### Orgel
- Nuvarande orgel är byggd 1989 av Septima Orgel AB i Umeå. Det är en elektrisk orgel. Alla stämmor kan fritt disponeras på två manualer och pedal.  Tidigare använde man ett harmonium.

| Svällverk    | Pedal | Koppel                         |
| Subbas 16'   |       | I 4'/I                         |
| Gedackt 8’   |       | Selektiv Subbas 16' i manual I |
| Rörflöjt 4’  |       |                                |
| Principal 2' |       |                                |

## Bildgalleri

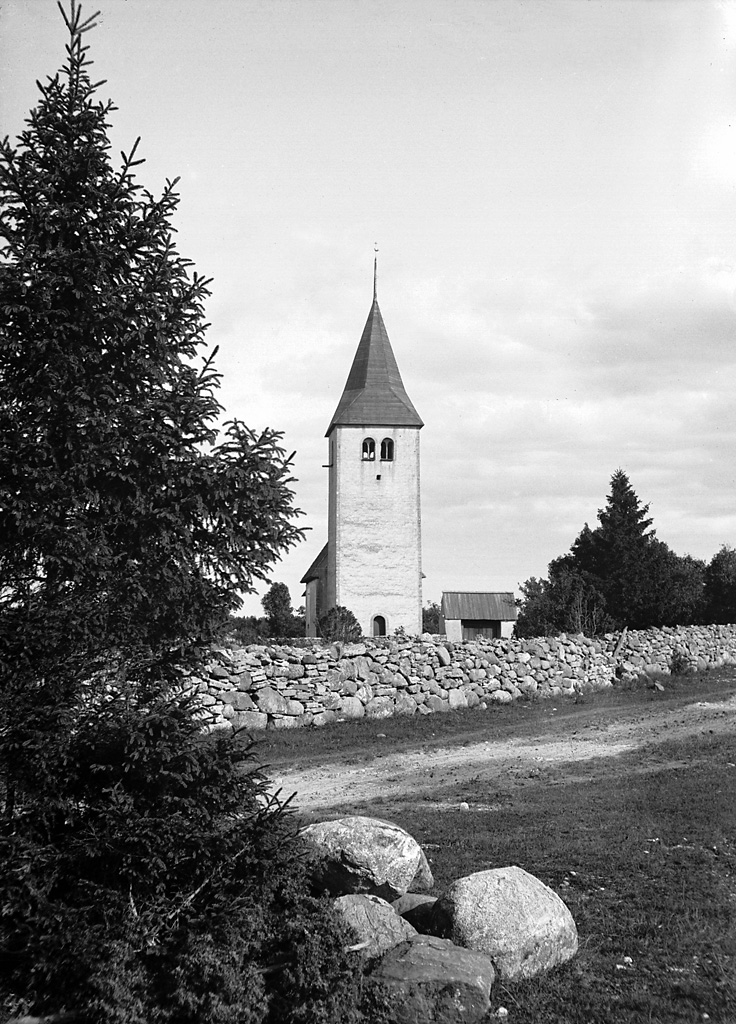
Kyrkan 1914 fotograferad av Einar Erici
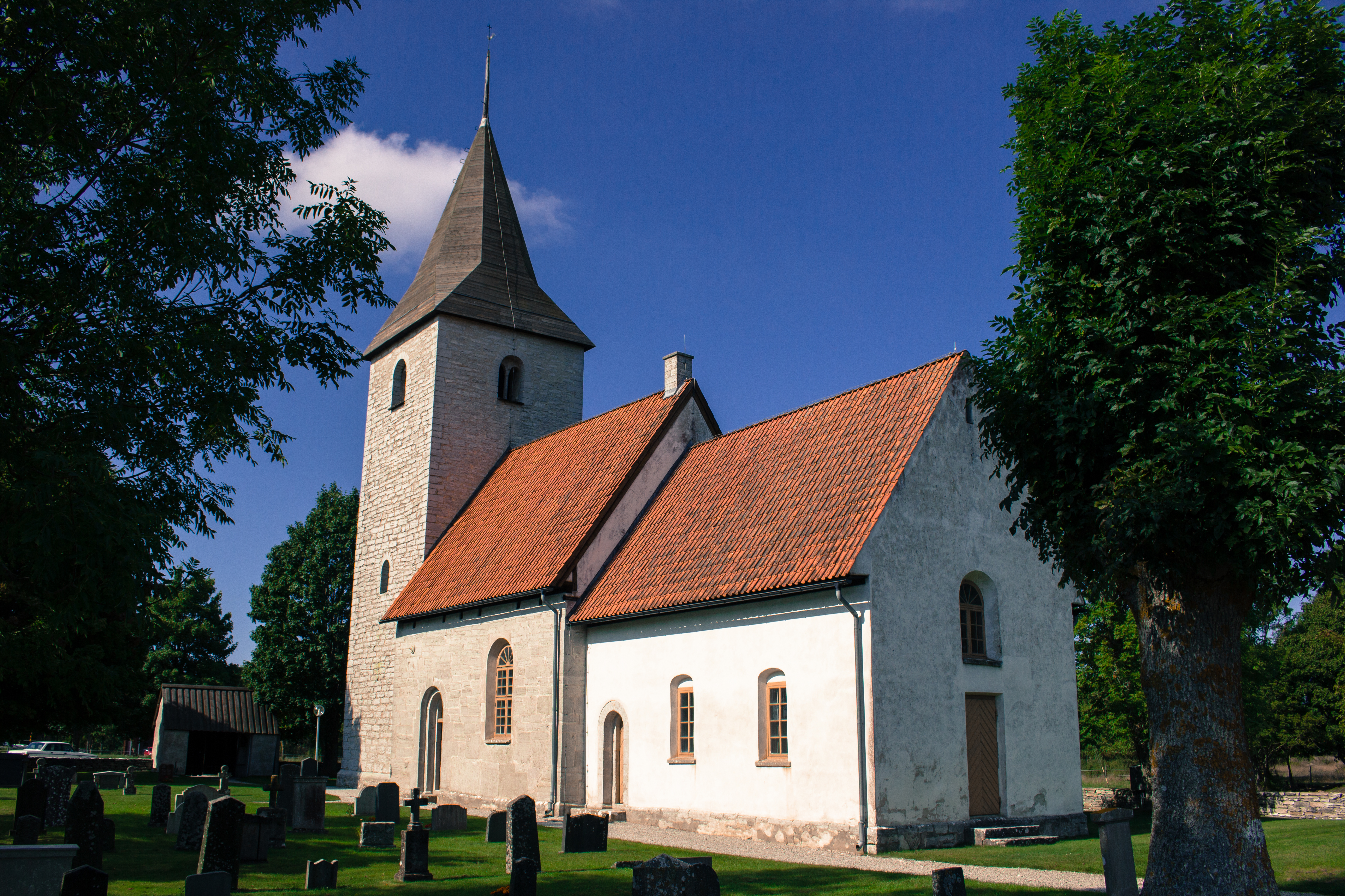
Kyrkan från sydöst
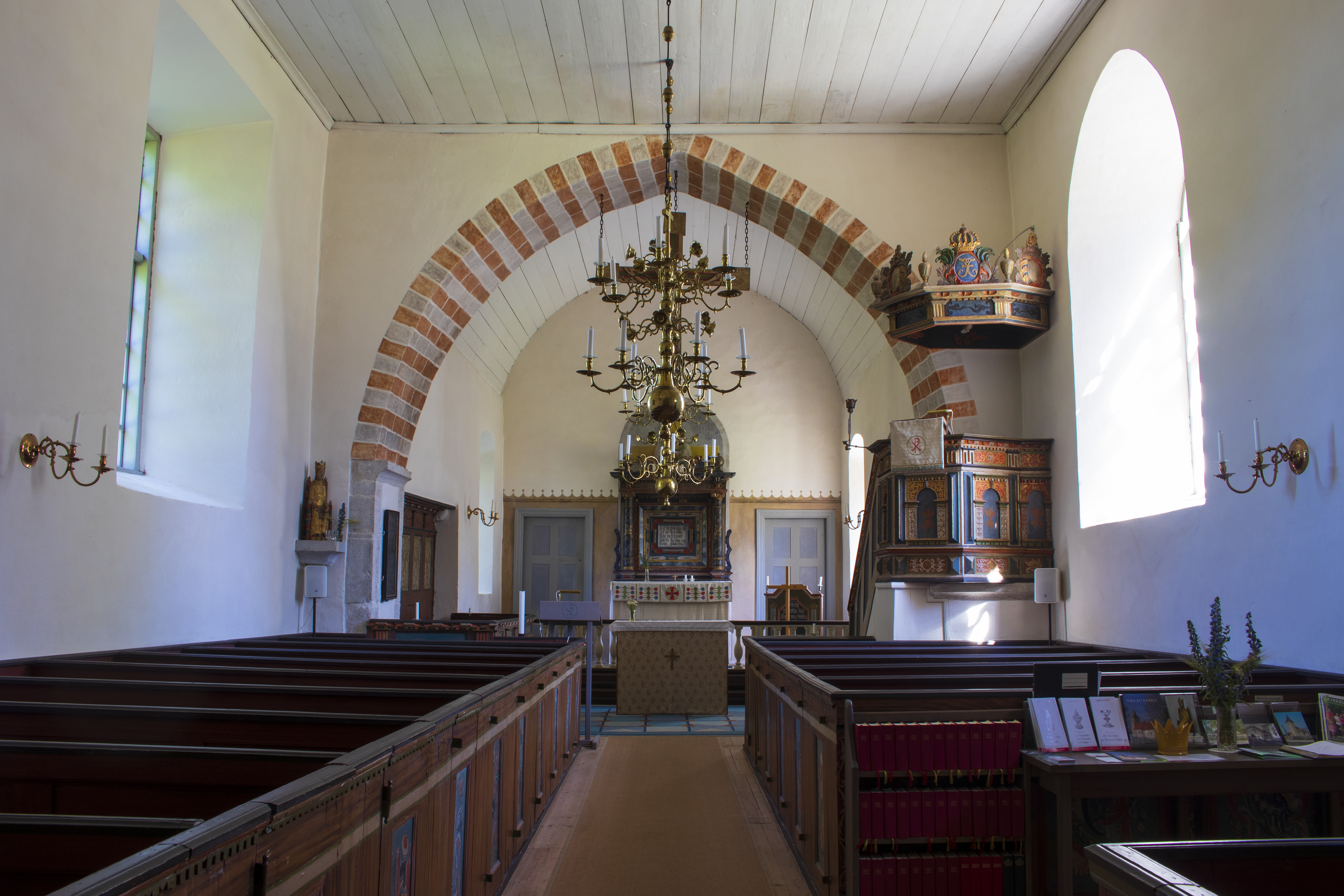
Interiör mot öster
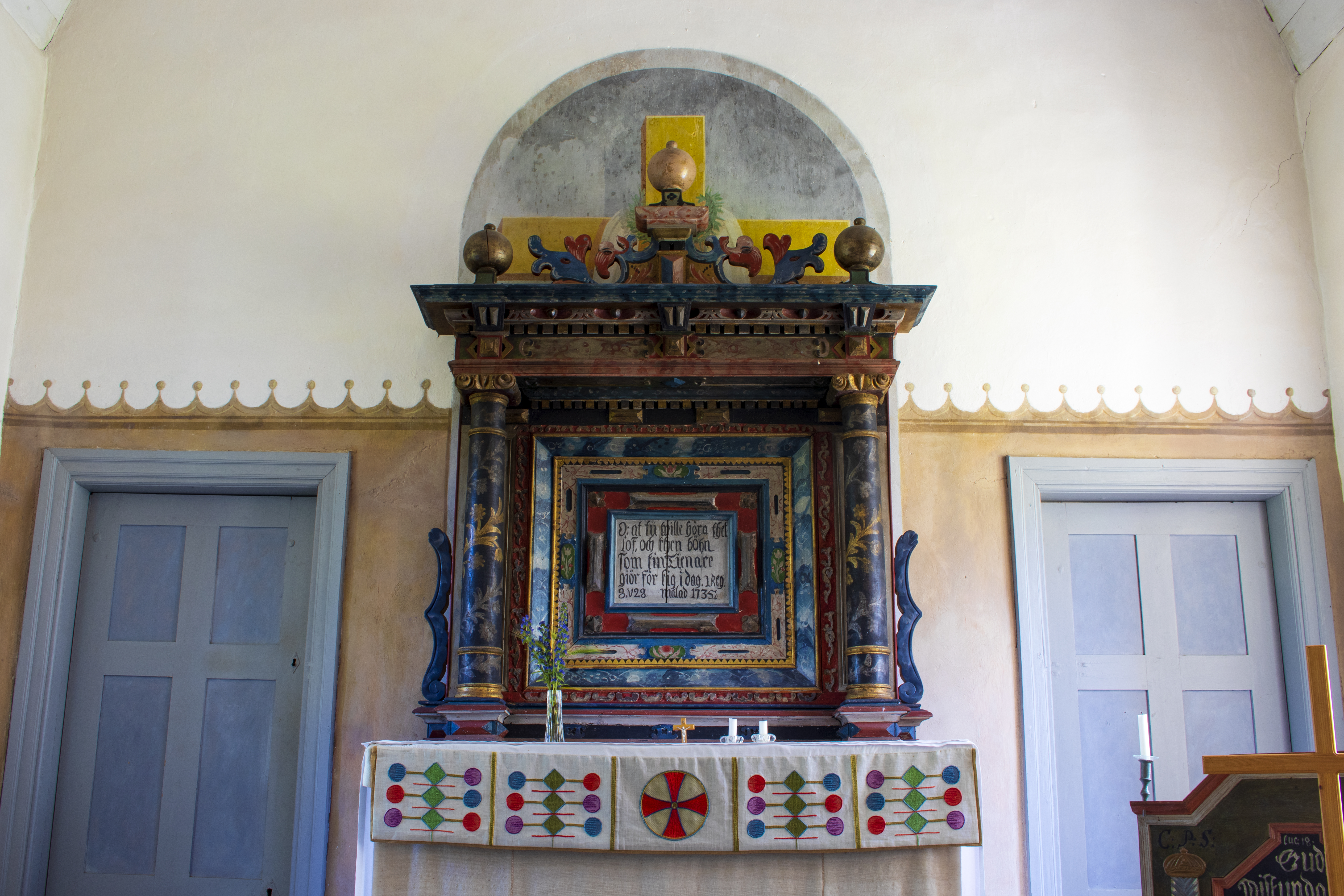
Altaruppsatsen
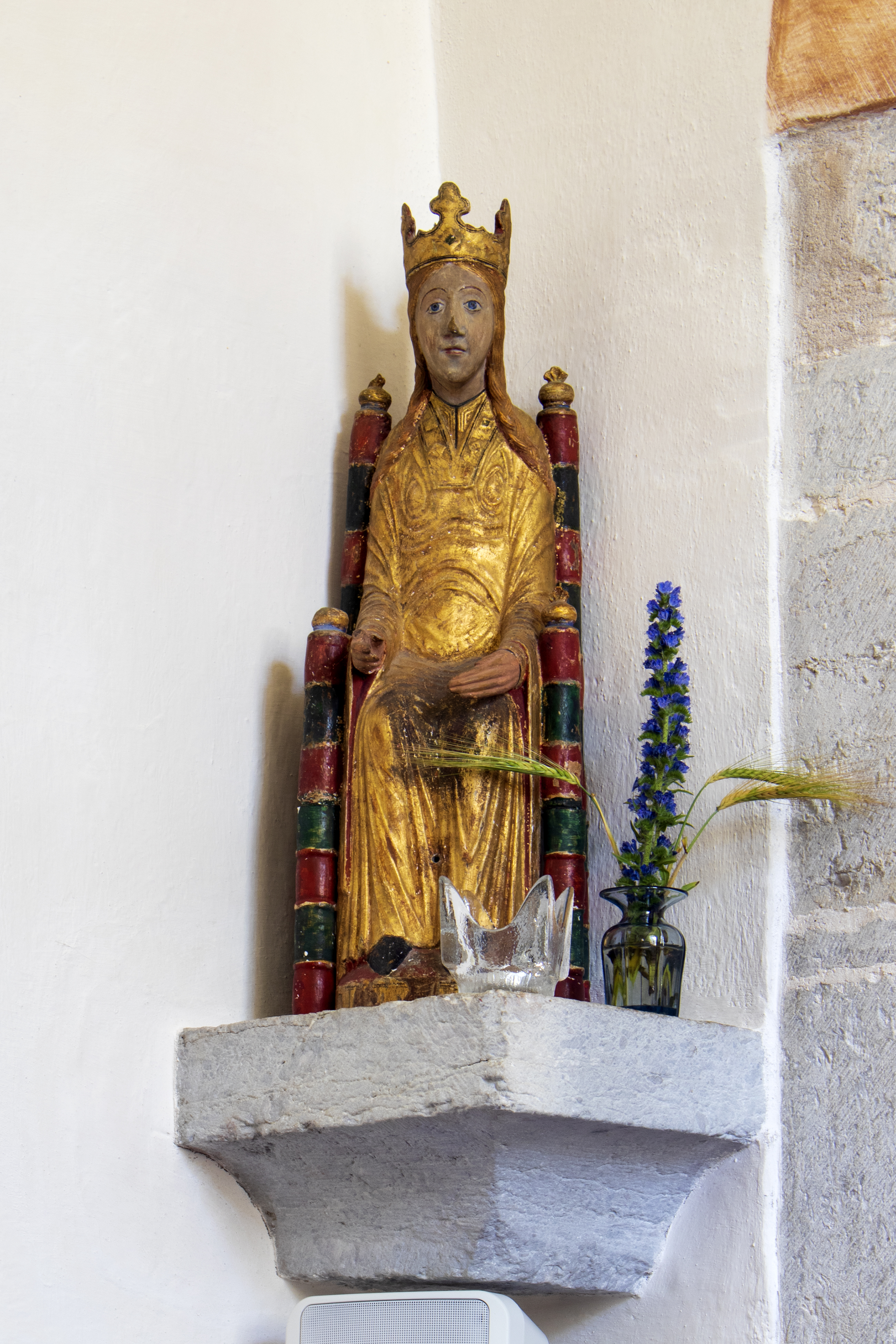
Kopia av Viklaumadonnan
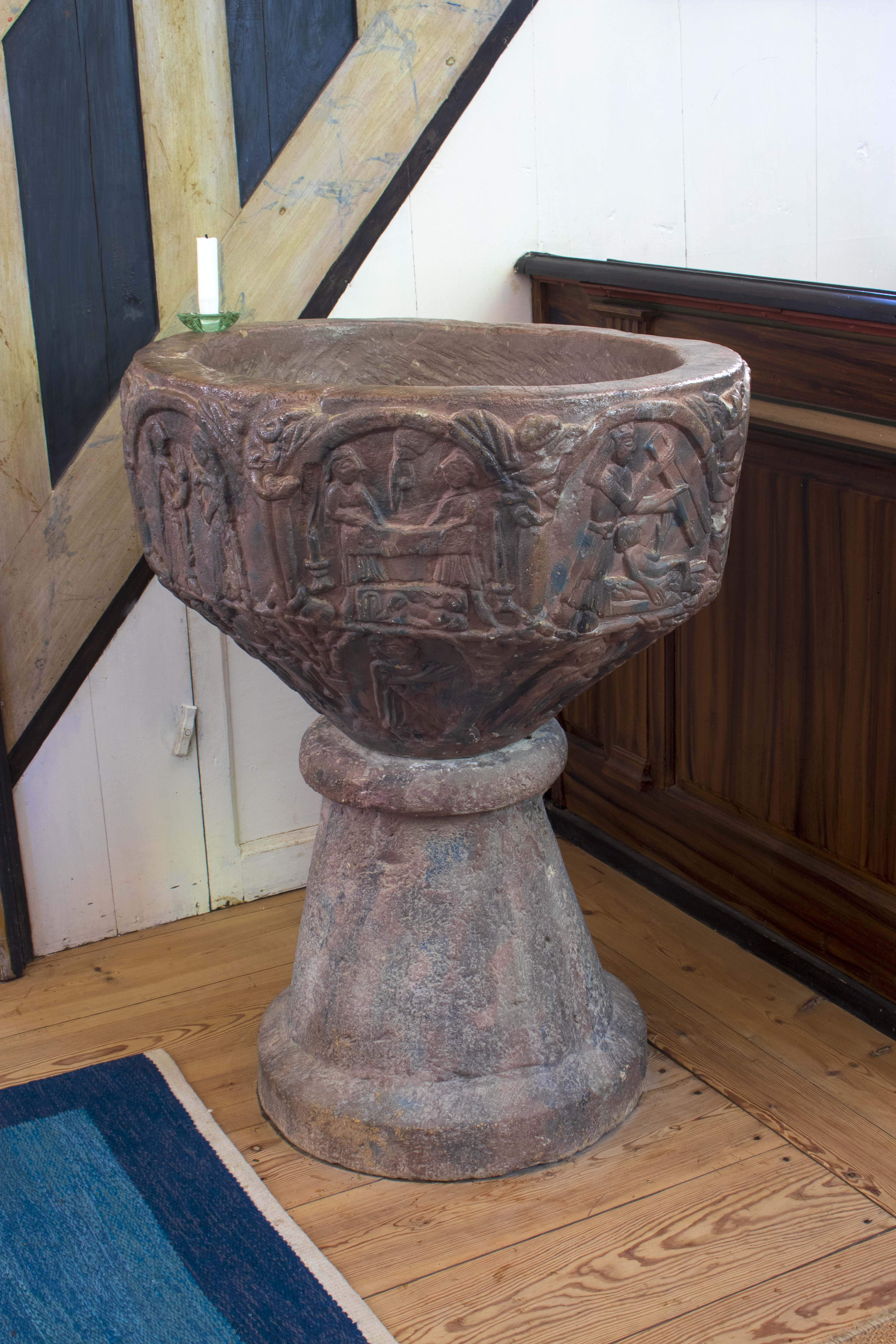
Dopfunt

### Webbkällor
- byggnadspresentation
- anläggningspresentation
- guteinfo
- orgelanders
- Medeltidens bildvärld, Historiska museet